# Július 17.
Július 17. az év 198. (szökőévben 199.) napja a Gergely-naptár szerint. Az évből még 167 nap van hátra.
Névnapok: Elek, Endre + Ajándék, Alexia, Annalotti, Bánk, Celina, Cettina, Cirill, Donáta, Dzsesszika, Kirill, Leó, Leon, Lionel, Lotti, Magdaléna, Magdó, Magdolna, Marcellina, Mária, Marléne, Ond, Róbert, Robertó, Robin, Robinzon, Ruszalka, Ruszlán, Ruszlána, Sarolta, Szabolcs, Szalárd, Szegfű, Szólát, Szórád, Veszta, Vetúria, Zoárd, Zoárda, Zobor, Zuárd

## Események
- 1440 – A fehérvári bazilikában Szécsi Dénes bíboros a Szent István ereklyetartójáról levett koronával Magyarország királyává avatja I. Ulászlót. (A Szent Koronát nem tehették I. Ulászló fejére, mert azt az özvegy Erzsébet királyné ellopatta és magánál tartotta). Elkezdődik a 17 éven át tartó trónviszály.
- 1453 – Franciaország győzelmével Anglia felett véget ér a százéves háború.
- 1789 – XVI. Lajos francia király elismeri az addig végbement forradalmi változásokat és visszavonja a forradalom ellen kirendelt csapatokat. Megalakul a Nemzeti Gárda, Gilbert du Motier de La Fayette tábornok vezetésével.
- 1821 – Spanyolország véglegesen átadja  Floridát az Egyesült Államoknak.
- 1831 – Budán és Pesten a kolerafelkelés nyitányaként zavargások robbannak ki.
- 1849 - a váci csata harmadik napja. Görgei feldunai hadserege sikeresen elvonul Paszkevics tábornagy főerői elől északkelet felé.
- 1869 – Henry M. Flagler és John D. Rockefeller megalapítják a Standard Oil társaságot
- 1917 – A brit királyi család Hannoveri-házról Windsorra változtatja nevét.
- 1918 – A német U–55 tengeralattjáró a La Manche csatornán torpedóval elsüllyeszti a brit hadsereg szolgálatában álló RMS Carpathiát, amely 1912-ben a Titanic utasait mentette.
- 1928 – Elkezdődik a Komintern VI. kongresszusa. A Kommunisták Magyarországi Pártját (KMP) Kun Béla vezetésével öttagú küldöttség képviseli.
- 1929 – A Szovjetunió megszakítja diplomáciai kapcsolatait a Kínai Népköztársasággal.
- 1933 - A németországi Soldin közelében, az Atlanti-óceán átrepülése után lezuhan a Lituanica nevű repülőgép, fedélzetén Steponas Darius és Stasys Girėnas litván pilótákkal. Mindketten szörnyethaltak.
- 1934 – A magyar belügyminiszter rendelete minden további szervezkedéstől eltiltja a Nemzeti Szocialista Pártot.
- 1936 – A spanyol rádióban elhangzó kódolt közlemény („egész Spanyolország felett felhőtlen az égbolt”) nyomán megindul Francisco Franco tábornok kormányellenes katonai lázadása. Kitör a spanyol polgárháború.
- 1938 – Imrédy Béla miniszterelnök és Kánya Kálmán külügyminiszter hivatalos látogatásra Rómába érkezik, ahol  azt kérik Olaszországtól, hogy  akadályozza meg Jugoszlávia beavatkozását egy Magyarország és Csehszlovákia közötti háborús összetűzés esetén.
- 1942 – Megkezdődik a keleti arcvonalon a volgai csata.
- 1945 – Truman, Sztálin és Churchill részvételével megkezdődik a potsdami konferencia, ami a második világháború európai eseményeit zárja le, és dönt Európa újjárendezéséről. A tanácskozás Churchilltől a Terminál-akció fedőnevet kapja.
- 1954 – Megkezdődnek az első Disneyland építési munkálatai Kalifornia államban.
- 1959 – Dr. Louis Leakey megtalálja a legrégebbi (600 000 éves) ismert emberi koponyát.
- 1963 – Wrocławban 25 napon át tartó fekete himlő járvány tör ki halálos áldozatokkal, a várost karanténba zárják.
- 1968 – Katonai puccs Irakban. A Baasz Párt hívei lemondatják Abd ar-Rahmán Árif elnököt, a hatalmat Ahmed Hasszán al-Bakr tábornok–elnök és Szaddám Huszein alelnök veszik át.
- 1973 – Mohammad Daud Hán vezetésével államcsínyt hajtanak végre Zahir afgán sah ellen.[1]
- 1975 – Az űrhajózás történetének első amerikai–szovjet közös vállalkozása: összekapcsolódik és 44 órán át együtt repül a Szojuz–19 és az Apollo–18 űrhajó.
- 1976 – Montréalban megkezdődnek a XXI. nyári olimpiai játékok.
- 1981 – 
  - II. Erzsébet brit királynő hivatalosan is átadja a Humber hidat, a világ akkori legnagyobb támaszközű hídját.
  - Kansas City-ben összedőlnek a Hyatt Regency Hotel függőhídjai. A katasztrófában 114 ember veszíti életét.
- 1992 – Az Szlovák Nemzeti Tanács nyilatkozatot fogad el Szlovákia szuverenitásáról.
- 1996 - A TWA 800-as járata alig 12 perccel azután, hogy a John F. Kennedy repülőtérről felszállt, az Atlanti-óceán felett felrobbant. A fedélzeten tartózkodó mind a 230 ember életet vesztette.
- 1997 – Átadják a felújított Császár uszodát, a népszerű „Csaszit”.
- 2007 – Vegyi riadót rendelnek el Ukrajnában – a Lvivi területen fekvő Buszk közelében – miután felborul egy foszfort szállító vasúti szerelvény, és annak öt tartálykocsija kigyullad.
- 2014 - Ukrajnában a Malaysia Airlines 17-es járatát teljesítő Boeing 777-200-as repülőgépet lelőtték, a fedélzeten mind a 298 személy életét vesztette.
- 2018 - Japán szabadkereskedelmi megállapodást (JEFTA) írt alá az Európai Unióval.

### Egyéb események
- 2010 - Pakson mérték az év legmagasabb hőmérsékleti értékét. Ekkor 36,8 fok volt.[2]

## Sportesemények
Formula–1
- 1954 – brit nagydíj, Silverstone - Győztes: José Froilán González (Ferrari)
- 1971 – brit nagydíj, Silverstone - Győztes: Jackie Stewart (Tyrrell Ford)

## Születések
- 1530 – François de Montmorency, Montmorency hercege, Franciaország marsallja, a francia vallásháborúk mérsékelt katolikus (ún. „politikus”) pártjának vezetője († 1579)
- 1714 – Alexander Gottlieb Baumgarten német filozófus, az esztétika tudományának úttörője († 1762)
- 1796 – Jean-Baptiste Camille Corot francia tájképfestő († 1875)
- 1797 – Paul Delaroche francia festőművész († 1856)
- 1844 – Wartha Vince kémikus, műegyetemi tanár, az MTA tagja († 1914)
- 1862 – Oscar Levertin svéd író, költő, irodalomtörténész, kritikus († 1906)
- 1866 – Csárics József horvát plébános, a Szlovenszka krajina tervezetének egyik kidolgozója és aláírója († 1935)
- 1867 – Leo Jogiches litván zsidó származású, szociáldemokrata politikus, marxista forradalmár († 1919)
- 1888 – Füst Milán Kossuth-díjas magyar költő, esztéta († 1967)
- 1888 – Pavol Peter Gojdič szlovák bazilita szerzetes, eperjesi görögkatolikus püspök († 1960)
- 1888 – Samuel Joszéf Agnon Nobel-díjas izraeli író († 1970)
- 1889 – Erle Stanley Gardner brit krimiíró, Perry Mason figurájának megalkotója († 1970)
- 1897 – Végh Dezső magyar grafikus, festő († 1972)
- 1899 – James Cagney Oscar-díjas amerikai színész († 1986)
- 1901 – Luigi Chinettai amerikai autóversenyző († 1994)
- 1906 – Károlyi Antal Ybl Miklós-díjas magyar építész († 1970)
- 1912 – Erwin Bauer német autóversenyző, az 1000 km-es nürburgringi versenyen halálos balesetet szenvedett Ferrarijával († 1958)
- 1912 – Kliburszkyné Vogl Mária magyar geokémikus, az MTA tagja († 1996)
- 1912 – Kovács Pál hatszoros olimpiai bajnok magyar vívó, sportvezető († 1995)
- 1913 – Hazai Kálmán olimpiai bajnok, magyar vízilabdázó († 1996)
- 1913 – Roger Garaudy francia filozófus, politológus, író, egyetemi tanár († 2012)
- 1914 – Tolnay Klári kétszeres Kossuth-díjas magyar színésznő († 1998)
- 1917 – Kenan Evren török katona, politikus, Törökország hetedik köztársasági elnöke  († 2015)
- 1919 – Krúdy Zsuzsa magyar író, költő († 1992)
- 1920 – Kárpáti Rudolf hatszoros olimpiai bajnok magyar vívó († 1999)
- 1920 – Juan Antonio Samaranch spanyol sportdiplomata, a NOB volt elnöke († 2010)
- 1923 – John Cooper brit autógyártó († 2000)
- 1925 – Nagy László Kossuth-díjas magyar költő, műfordító († 1978)
- 1929 – Balázs Márton matematikus, egyetemi tanár († 2016)
- 1929 – Komlós Róbert magyar színész († 1989)
- 1930 – Pánczél Tivadar magyar református lelkész († 2016)
- 1932 – Wojciech Kilar lengyel zeneszerző és filmzeneszerző (A zongorista, Az éjszaka urai) († 2013)
- 1933 – Musto István magyar politológus, szociológus, közgazdász
- 1935 – Donald Sutherland kétszeres Golden Globe-díjas kanadai színész († 2024)
- 1942 – Kósa László Széchenyi-díjas magyar néprajzkutató, művelődéstörténész
- 1943 – Robin Smith brit autóversenyző
- 1944 – Vinkovich László magyar manöken, modell, fotómodell, fotós
- 1945 – Lovas István magyar publicista, politológus, fordító († 2018)
- 1945 – Tunyogi István magyar színész († 2020)
- 1946 – Díner Tamás magyar fotóművész
- 1947 – Kamilla brit királyné
- 1948 – Kovács György magyar szobrász, restaurátor
- 1948 – Tamás Noémi magyar festőművész, illusztrátor, művésztanár († 2004)
- 1952 – David Hasselhoff amerikai színész, énekes és dalszövegíró
- 1954 – Angela Merkel német politikus, szövetségi kancellárnő
- 1955 – Újvári Zoltán Jászai Mari-díjas magyar színész
- 1958 – Hirling Judit magyar színésznő
- 1959 – Kovács András Ferenc Kossuth-díjas erdélyi magyar költő, műfordító († 2023)
- 1960 – Nagy Katalin Kazinczy-díjas magyar újságíró, rádiós szerkesztő
- 1963 – John Ventimiglia amerikai színész
- 1964 – Heather Langenkamp amerikai színésznő
- 1966 – Lukács Erzsébet magyar énekesnő
- 1971 – Drazen Brncic horvát labdarúgó
- 1973 – Bozsó Péter magyar színész
- 1974 – Märcz Tamás olimpiai bajnok magyar vízilabdázó, szövetségi kapitány
- 1976 – Eric Winter amerikai színész
- 1982 – René Herms német atléta († 2009)
- 1982 – Vásáry André operaénekes, a 2009-es Csillag Születik tehetségkutató műsor felfedezettje
- 1986 – Brando Eaton amerikai színész
- 1986 – Fritz Attila magyar labdarúgó
- 1987 – Dézsi Darinka magyar színésznő
- 1989 – Verrasztó Evelyn magyar Európa-bajnok úszónő
- 1994 – Victor Lindelöf svéd labdarúgó

## Halálozások
- 855 – IV. Leó pápa
- 1399 – Hedvig lengyel királynő az Anjou-ház magyar királyi ágából származott és ő a Dunakanyar védőszentje (* 1374)
- 1540 – Zápolya (Szapolyai) János erdélyi vajda, 1526-tól I. János néven magyar király (* 1487)
- 1603 – Székely Mózes erdélyi fejedelem (* 1550. körül)
- 1762 – III. Péter orosz cár (* 1728)
- 1790 – Adam Smith skót közgazdász (* 1723)
- 1807 – Jean (II) Bernoulli (vagy Johann Bernoulli) svájci matematikus, csillagász (* 1744)
- 1851 – Egressy Béni zeneszerző, a Szózat megzenésítője (* 1814)
- 1912 – Jules Henri Poincaré francia matematikus, fizikus, geodéta (* 1854)
- 1918 - II. Miklós orosz cár (* 1868)
- 1947 – Raoul Wallenberg svéd diplomata (* 1912)
- 1959 – Billie Holiday amerikai énekesnő (* 1915)
- 1960 – Pavol Peter Gojdič szlovák bazilita szerzetes, eperjesi görögkatolikus püspök (* 1888)
- 1967 – John Coltrane amerikai dzsessz-szaxofonos, zeneszerző (* 1926)
- 1975 – Kellner Béla orvos, onkológus, az MTA tagja (* 1904)
- 1975 – José Scargon francia autóversenyző (* 1895)
- 1977 – Witold Małcużyński lengyel zongoraművész (* 1914)
- 1984 – Vén Emil Munkácsy-díjas festőművész (* 1902)
- 1993 – Dunay Pál Európa-bajnok vívó (* 1909)
- 1993 – Znám István szlovákiai magyar matematikus (* 1936)
- 1995 – Juan Manuel Fangio argentin autóversenyző, a Formula–1 ötszörös világbajnoka (1951, 1954–1957) (* 1911)
- 1997 – Szabó Mária magyar színésznő (* 1940)
- 1998 – Lamberto Gardelli olasz karmester (* 1915)
- 2003 – Grandpierre K. Endre magyar író, költő, történész, magyarságkutató (* 1916)
- 2004 – Kertész László Jászai Mari-díj-as magyar rendező, zeneigazgató, érdemes művész (* 1915)
- 2009 – Leszek Kołakowski lengyel filozófus, történész, író, ellenzéki személyiség (* 1927)
- 2009 – Beck Tamás labdarúgó (* 1990)
- 2015 – Jules Bianchi francia autóversenyző (* 1989)
- 2023 – Lator László, Kossuth-díjas magyar költő, esztéta, műfordító, a nemzet művésze (* 1927)

## Nemzeti ünnepek, világnapok
- Lesotho: III. Letsie király születésnapja (1963)
- Az emodzsik (emoji) világnapja.
- Irak: az 1968. július 17-i forradalom, a Baasz Párt hatalomra jutásának évfordulója (Jelenleg bizonytalan ünnep)
- Észak-Korea: az alkotmány napja